# Фотоплёнка тип-110

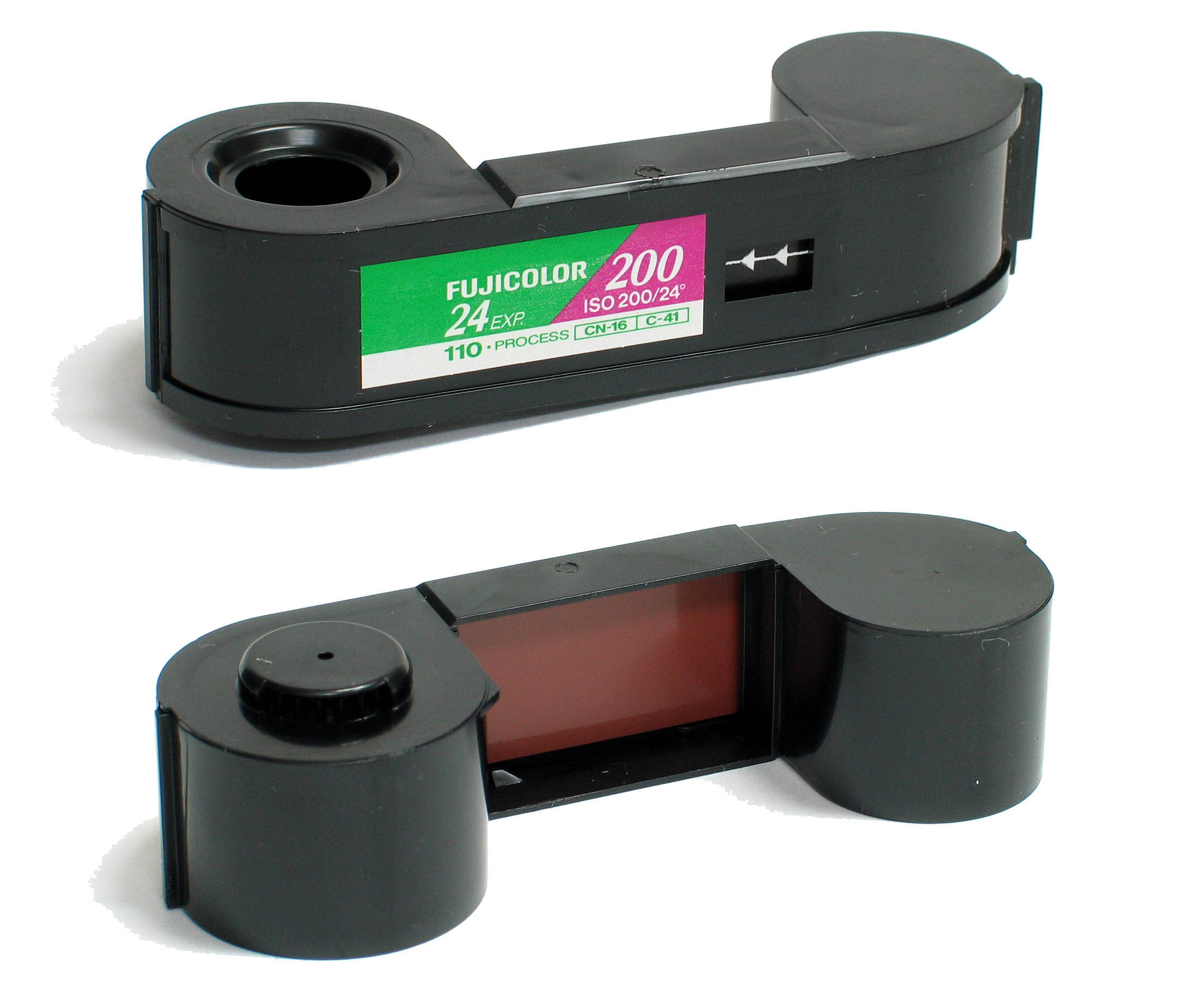
Картридж с плёнкой типа 110.

Фотоплёнка тип-110 — формат фотоплёнки. Поставляется упакованной в двухкатушечный картридж. Формат был предложен фирмой Kodak в 1972 году и являл собой плёнку типа 126 в миниатюре. Один картридж вмещает 24 кадра. Плёнка в картридже имеет перфорацию (одно отверстие между кадрами) и кадры размером 13×17 мм (соотношение сторон 1:1,31).
С 1898 по 1929 год выпускалась неперфорированная рулонная плёнка типа 110, рассчитанная на размер кадра 5×4 дюйма.

## Особенности картриджа и плёнки

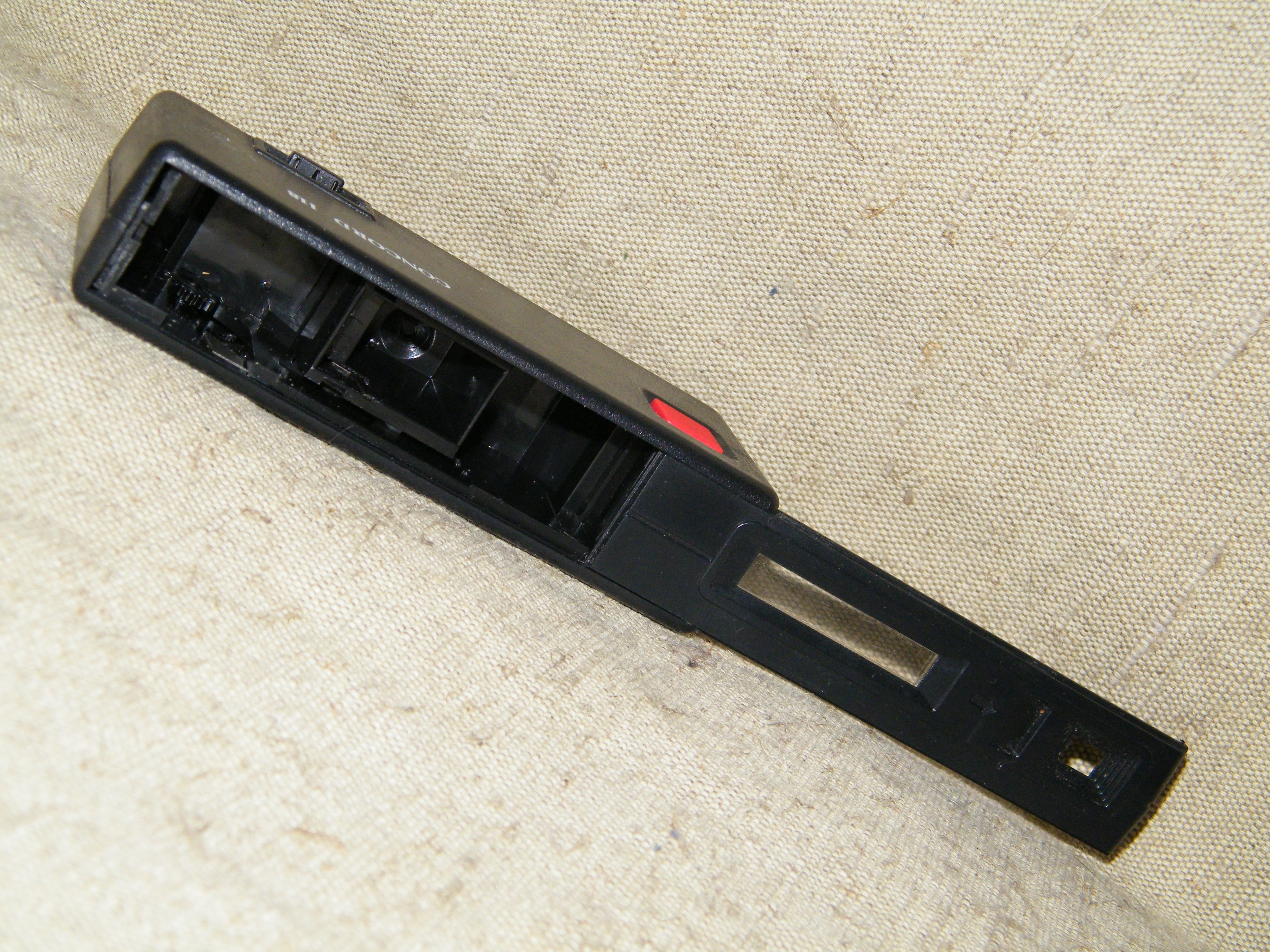
Для зарядки фотоплёнки в камеру нужно только сдвинуть крышку и вложить картридж.
Фотоаппарат «Concord-118».

Картридж данного типа является неотъемлемой частью плёнки. Плёнка продается упакованной в него, в нём же устанавливается в камеру и в нём же сдается в проявку и печать. Эта система имеет несколько плюсов относительно классической плёнки типа 135:
- Не требуется обратная перемотка плёнки.
- Позволяет на любом кадре сменить картридж, а позже — доснять предыдущую плёнку с того же, либо следующего кадра (при манипуляциях на свету).
- Плёнка имеет ракорд (непрозрачную бумажную полоску, наложенную на фотоплёнку сзади), на котором проставлена нумерация кадров, видимая через специальное окошко на тыльной стороне картриджа.
- Установка и извлечение картриджа из фотоаппарата очень просты: не требуется никаких манипуляций с заправкой плёнки в приёмную катушку и т. д.
- Впечатанные на плёнке номера заранее однозначно и наглядно указывают конкретный кадр, что облегчает их отбор при передаче плёнки в печать.

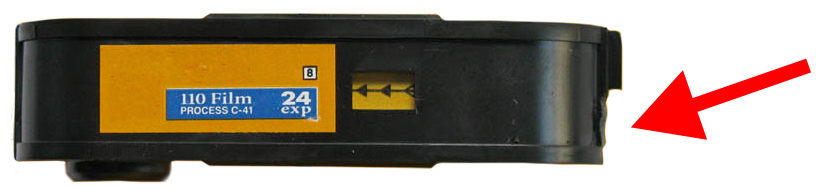
Упаковка с картриджем плёнки. На снимке показан выступ, отвечающий за кодирование чувствительности. Стрелка-символ указывает на модификацию.

В отличие от плёнок типа APS и диск-плёнки, после проявки плёнки типа 110, она возвращалась владельцу без картриджа уже нарезанной отрезками по несколько снимков (такой вариант встречается и для плёнки типа 135)
Согласно спецификации картридж позволяет механически кодировать чувствительность плёнки. На одной из его сторон есть выступ, по размеру которого камера определяет ISO. Более короткий выступ означает высокую чувствительность, более длинный — низкую. Право решать какие значения чувствительности считать высокими, а какие низкими — отданы изготовителю плёнки. Всего несколько дорогих камер используют эту возможность.
Производимая в настоящее время (2009 год) фирмой Kodak плёнка типа 110 маркируется как ISO 400. Однако, картридж плёнки имеет выступ, соответствующий «низкой» светочувствительности. Ситуация легко поправима, если часть выступа удалить, как показано на фотографии.

## История
Плёнка типа 110 была анонсирована фирмой Kodak вместе с компактной камерой «Pocket Instamatic» в 1972 году. Эта «мыльница» быстро завоевала популярность и вскоре потеснила на рынке популярные в те годы миниатюрные камеры «Minolta-16» и «Mamiya-16».
Estes Industries, известная своими любительскими твердотопливными ракетами, продолжительное время оснащала их головные части простейшими камерами с плёнкой типа 110. Затвор камеры срабатывал после отделения обтекателя. Одним из наиболее известных продуктов была ракета Astrocam.

## Проект и рынок

### Камеры

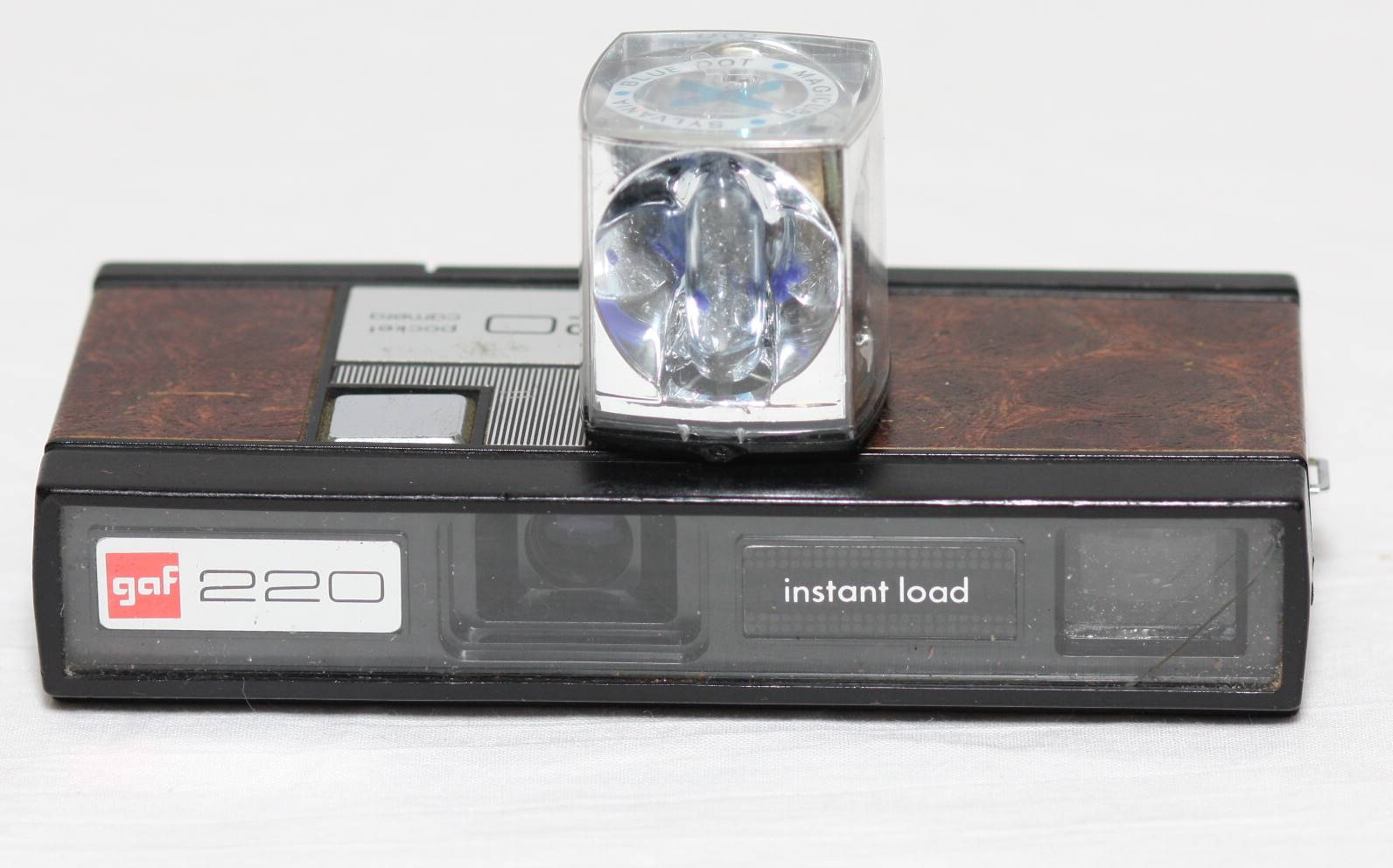
Pocket Instamatic «GAF 220» для картриджа 110. На камере — одноразовая фотовспышка с четырьмя лампочками, при перемотке плёнки происходит поворот «кубика» и замена на несгоревшую

Большинство камер Pocket Instamatic было представлены на рынке достаточно недорогими моделями с примитивными объективами и элементарной системой управления экспозицией. Кроме того, малый размер плёночного кадра не позволяет впоследствии получить отпечаток большого размера. Благодаря этому сформировалась ассоциация 110-го типа с некачественными, размытыми снимками.
Несмотря на то, что разработка проекта 110 была ориентирована на дешёвые камеры, такие компании как Canon, Minolta, Minox, Pentax, Rollei, Voigtländer и даже Kodak предлагали на рынке достаточно сложные и дорогие камеры. Например, Pentax выпускала автоматические однообъективные зеркальные камеры Pentax Auto 110 и Pentax Auto 110 Super со сменной оптикой и парк объективов к ним (кроме того, к этим камерам поставлялись фотовспышки, моторные приводы и прочее оборудование). Подобные камеры до настоящего времени (2009 год) представляют интерес для фотолюбителей благодаря высокому качеству (как камер так и снимков) и чрезвычайно компактным размерам.

### Негативная плёнка
Fujifilm прекратил производить плёнку типа 110 в ноябре 2004. На 2005 год, плёнку всё ещё производила Kodak и Ferrania. В 2008 году Walgreens прекратил выпуск «Ferrania 110». В конце 2012 года компания «Lomography» возобновила производство этого типа плёнки. На данный момент (2013 год) она является единственным её производителем.

### Слайды
Кроме негативной плёнки, Kodak выпускал позитивную Kodachrome-110 до 1982 года. Однако просмотр таких миниатюрных слайдов на обычном проекторе требует специальных адаптеров, которые, к тому же, решают проблему не полностью. В результате либо проецируемое изображение остаётся небольшим, либо (если отставить проектор дальше от экрана) очень тусклым. Полностью проблема решалась лишь с помощью специализированного слайд-проектора, ориентированного на плёнку типа 110.

## Кассета миниатюрных фотоаппаратов «Киев»

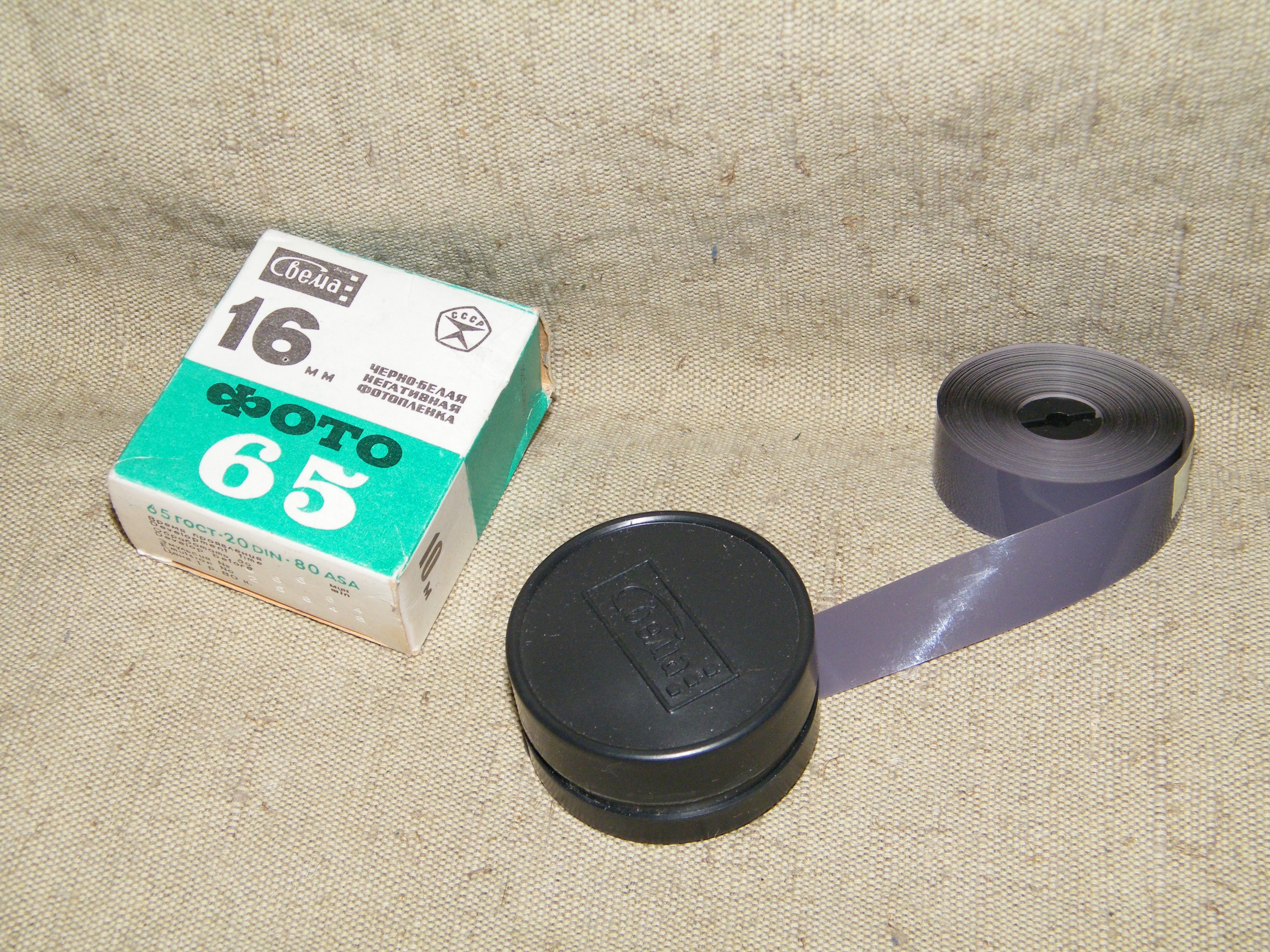
16-мм чёрно-белая негативная фотоплёнка ФОТО-65 (Свема)

В СССР плёнка типа 110 из-за патентных ограничений не выпускалась, в миниатюрных фотоаппаратах «Киев-Вега», «Вега-2», «Киев-30», «Киев-303» применялась внешне похожая кассета (перезаряжаемая, многократно используемая, обратная перемотка невозможна). Кассета камеры «Киев-Вега» была предназначена для фотоплёнки на 20 кадров (размер кадра 10×14 мм), в фотоаппарате «Вега-2» применялась кассета с увеличенной ёмкостью до 30 кадров того же размера. Увеличение ёмкости произведено за счёт уменьшения диаметра вала бесфланцевой приёмной катушки с 12,5 мм до 11 мм. Соответственно, кассета увеличенной ёмкости не подходила к камерам «Киев-Вега» (обратный вариант допустим). Эта же кассета применялась на «Киев-30» и «Киев-303» с размером кадра 13×17 мм, поэтому количество кадров на одной зарядке уменьшилось до 25.
В отличие от перфорированной плёнки типа 110 в советских миниатюрных фотоаппаратах могла применяться неперфорированная (советская 16-мм чёрно-белая негативная фотоплёнка, например ФОТО-65, выпускалась без перфорации).
Советский фотоаппарат «Киев-Вега» (и кассеты к нему) выпускались с 1960 года, а плёнка «Кодак» типа 110 — с 1972.